# Pitajo à poitrine rousse
Ochthoeca rufipectoralis
Espèce
Répartition géographique
Statut de conservation UICN

 LC  : Préoccupation mineure
Le Pitajo à poitrine rousse (Ochthoeca rufipectoralis) est une espèce de passereau de la famille des Tyrannidae.

## Répartition et sous-espèces
Selon la classification de référence du Congrès ornithologique international (15.1, 2025) il se répartit en sept sous-espèces :
- O. r. poliogastra Salvin & Godman, 1880 — sierra Nevada de Santa Marta ;
- O. r. rubicundula Wetmore, 1946 — serranía de Perijá ;
- O. r. obfuscata Zimmer, JT, 1942 — Andes centrales et occidentales, de la Colombie au Pérou ;
- O. r. rufopectus (Lesson, R, 1844) — cordillère Orientale (Colombie) ;
- O. r. centralis Hellmayr, 1927 — Andes du nord du Pérou ;
- O. r. tectricialis Chapman, 1921 — versant ouest des Andes orientales du Pérou  ;
- O. r. rufipectoralis (d'Orbigny & Lafresnaye, 1837) — Andes du sud-est du Pérou et de Bolivie.